# Moldavien i Eurovision Song Contest 2011
Moldavien kommer att delta i Eurovision Song Contest 2011 i Düsseldorf, Tyskland. Bidrag och artist väljs genom den nationella uttagningen O melodie pentru Europa, organiserad av det nationella tv-bolaget TeleRadio-Moldova (TRM).

## Tävlingsupplägg
Precis som år 2010 bestod uttagningen till tävlingen i två steg: först skickade låtskrivare och sångare in sina bidrag till TRM, denna gång via TRM:s hemsida, vilket man kunde göra fram till den 16 januari. Därefter tog en expertjury över som lyssnade igenom samtliga 98 inskickade bidrag och valde ut 60 bidrag. Därefter arrangerade TRM audition för de 60 utvalda låtarna, vilket hölls den 29 januari. Av dessa 60 tog sig sedan 25 låtar vidare till finalen som hölls den 26 februari. Bland de 25 finalisterna utmärker sig främst de forna Eurovision-deltagarna Natalia Barbu och Zdob și Zdub, som återigen ställer upp i den nationella uttagningen.

## Final
Hölls den 26 februari 2011 i Chișinău. I finalen har juryn halva makten och tittarna den andra halvan av makten, dvs. bägge parter har lika mycket att säga till om när det gäller att välja artist och bidrag. Segrare blev Zdob și Zdub, som efter att ha fått tio poäng från både jury och teleröster fick flest poäng av alla, en poäng före tvåan Natalia Barbu.
| Nr | Artist                           | Bidrag                         | Tele | Jury | Totalt | Plats |
| -- | -------------------------------- | ------------------------------ | ---- | ---- | ------ | ----- |
| 1  | Natan                            | "Dacă dragoste mai e"          |      |      |        |       |
| 2  | Natalia Barbu                    | "Let's Jazz"                   | 7    | 12   | 19     | 2     |
| 3  | Ion Krasnopolski                 | "Cu fanfara pînă dimineaţa"    |      |      |        |       |
| 4  | Anişoara Balmuş                  | "You and I"                    |      |      |        |       |
| 5  | Latişev Denis                    | "It's My First Dance with You" |      |      |        |       |
| 6  | Pasha Parfeny                    | "Dorule"                       | 8    | 8    | 16     | 3     |
| 7  | Doinița Gherman                  | "Viaţa"                        |      |      |        |       |
| 8  | Corina Cuniuc                    | "Şi tac"                       | 1    |      | 1      | 12    |
| 9  | Cristina Scarlat                 | "Every day will be your day"   |      | 2    | 2      | 11    |
| 10 | Diana Staver                     | "Love song"                    |      |      |        |       |
| 11 | Dumitru Socican                  | "Ma pierd când o văd"          | 3    |      | 3      | 9     |
| 12 | Nicoleta Gavriliţa               | "Just your friend"             |      |      |        |       |
| 13 | Adriana Voloşenco                | "I can win the game"           |      |      |        |       |
| 14 | Boris Covali & Cristina Croitoru | "Break it up"                  | 5    | 6    | 11     | 5     |
| 15 | Ruslan Taranu                    | "Lumina mea"                   |      |      |        |       |
| 16 | Millenium                        | "In Memoriam"                  | 6    | 7    | 13     | 4     |
| 17 | Odry                             | "Doina, dor nemărginit"        |      |      |        |       |
| 18 | Karizma                          | "When Life is Grey"            | 12   | 1    | 13     | 4     |
| 19 | Vadim Luchin & Tamaz Djgarcava   | "Always"                       |      |      |        |       |
| 20 | Mariana Mihăilă                  | "Mi Rey!"                      | 4    |      | 4      | 7     |
| 21 | Valeria Tarasova                 | "This is my life"              | 2    | 5    | 7      | 6     |
| 22 | Aurel Chirtoacă                  | "Încă îndrăgostit"             |      | 4    | 4      | 7     |
| 23 | M-Studio                         | "Night Reflection"             |      | 3    | 3      | 9     |
| 24 | Zdob și Zdub                     | "So Lucky"                     | 10   | 10   | 20     | 1     |
| 25 | Dana Marchitan                   | "Lucky you Lucky me"           |      |      |        |       |

### Fotnoter
1. ↑  ”Arkiverade kopian”. Arkiverad från originalet den 29 december 2010. https://web.archive.org/web/20101229022902/http://www.oikotimes.com/v2/index.php?file=articles&id=9478. Läst 27 december 2010.
2. ↑  ”Arkiverade kopian”. Arkiverad från originalet den 19 januari 2011. https://web.archive.org/web/20110119102234/http://www.esctoday.com/news/read/16497. Läst 18 januari 2011.
3. ↑  ”Arkiverade kopian”. Arkiverad från originalet den 24 januari 2011. https://web.archive.org/web/20110124014332/http://www.esctoday.com/news/read/16532. Läst 21 januari 2011.
4. ↑  ”Arkiverade kopian”. Arkiverad från originalet den 19 januari 2011. https://web.archive.org/web/20110119102234/http://www.esctoday.com/news/read/16497. Läst 18 januari 2011.
5. ↑  http://escdaily.com/articles/14585